# På Oppfordring
På oppfordring (20-årsjubileum) är titeln på en cd från 1988 av norska dansbandet Torry Enghs. Albumet är producerat av Morten Nyhus.

## Låtlista
1. Aj, aj, aj (Rune Wallebom/Eliassen)
2. En slant til trikken hjem (Haagard/Faaberg)
3. Dra dit pepper'n gror (Ulf Nordquist/Eliassen)
4. Ved en liten fiskehavn (J.C.Ericsson/Sigvaldsen)
5. Du er ung, du er fri (Lendager/Lund/Lundh)
6. Det blir atter sol og sommer (Sauer/Hansen/Eliassen)
7. Karoline Kjös (Trad.arr. Eliassen)
8. Du kan virkelig stole på gutta som har fylt 35 (Paul Sahlin/Hansen)
9. Hun var datter til Nökken (Blomqvist/Berghagen)
10. Hei, stopp en halv (Wendt/Eliassen)
11. Det var tider det (Björk/Carlsson/Eliassen)
12. Jeg har en dröm (Contra/Frisen/Keith Almgren/Johnsgård)